# Reading Company

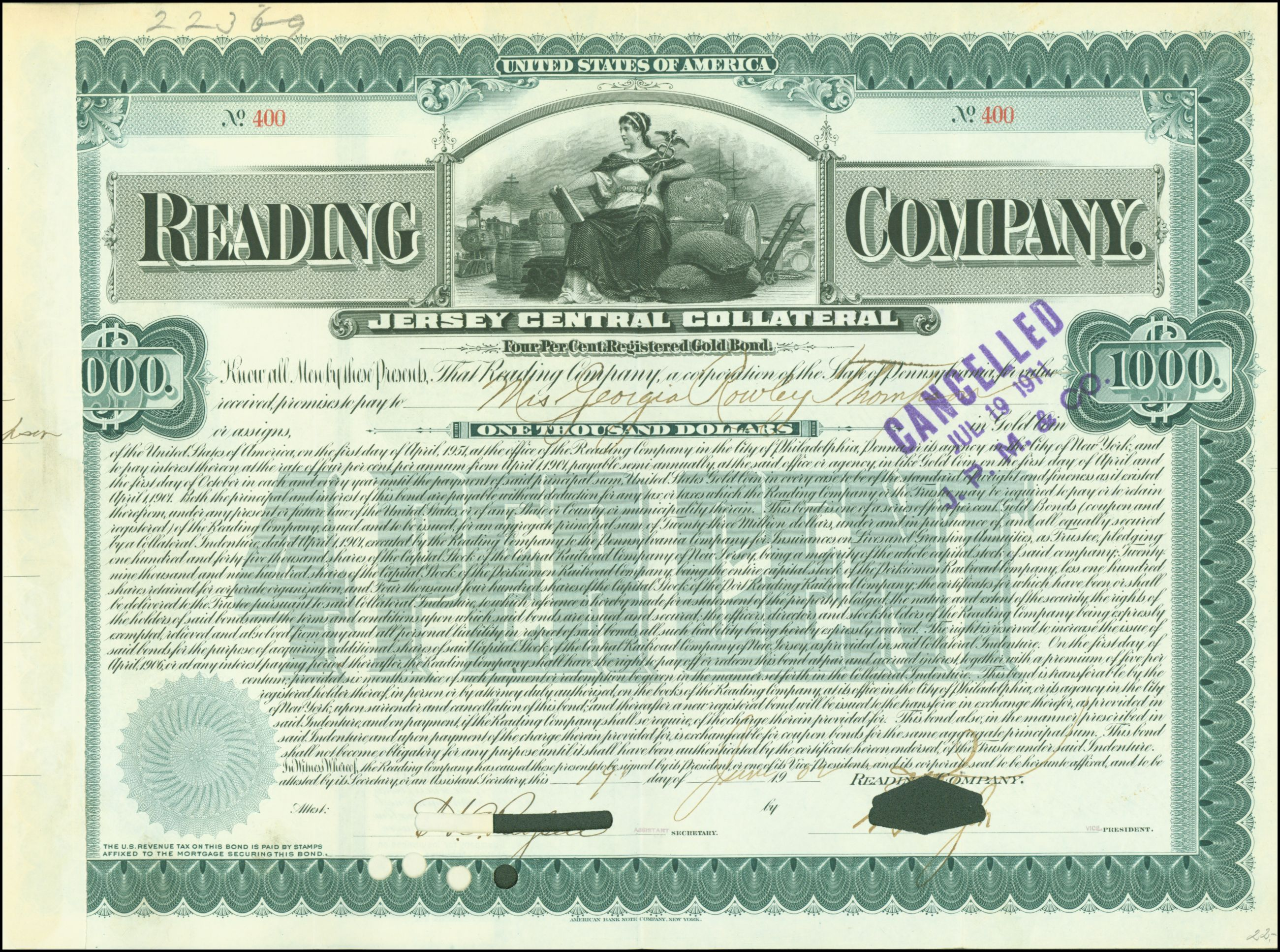
Gold Bond über 1000 Dollar der Reading Company vom 19. Juni 1902

Die Reading Company (gesprochen: "Redding") war ein US-amerikanischer Industriekonzern, der vorwiegend durch sein Engagement im Eisenbahngeschäft bekannt wurde. Er wurde 1871 als Eisenbahn- und Industrieholding eingerichtet und ging 1971 in Konkurs. Danach bestand das Unternehmen fort als Immobiliengesellschaft bis zum Zusammenschluss zu Reading International 2001. In den 1870er Jahren war die Reading Company das größte Unternehmen der Welt.
Die Ursprünge der Reading gehen zurück auf die Philadelphia and Reading Railroad. Diese Bahngesellschaft wurde am 3. April 1833 gegründet, um Steinkohle aus den Bergwerken im Osten Pennsylvanias nach New Jersey und Delaware zu transportieren. Die hohe wirtschaftliche Bedeutung der Kohle verhalf der Firma zu großen Gewinnen, die sie bald in andere Geschäftszweige investierte, namentlich in die Bereiche Bergbau, Stahlindustrie, Schiffbau und Immobilien. Die Gesellschaft stieg so in den 1870er Jahren zum damals größten Unternehmen der Welt auf.
Als Reaktion auf kartellrechtliche Beschränkungen wurde 1871 als Holding die Reading Company eingerichtet, die fortan die Eisenbahn und die Schwerindustrie (Philadelphia and Reading Coal and Iron Company) als getrennte Tochtergesellschaften führte. Dies verblieb über einige Jahrzehnte, bis der Oberste Gerichtshof die Zerschlagung des Konzerns verfügte. Bis Januar 1924 wurden die Industriezweige abgegeben, und die Reading Company konzentrierte sich fortan auf das Immobilien- und Transportgeschäft. Dies führte unter anderem dazu, dass die Bahngesellschaften (u. a. die Philadelphia and Reading Railway) aufgelöst und die Geschäfte von der Mutter Reading Company übernommen wurden. Sie wird daher häufig als die Reading Railroad bezeichnet.

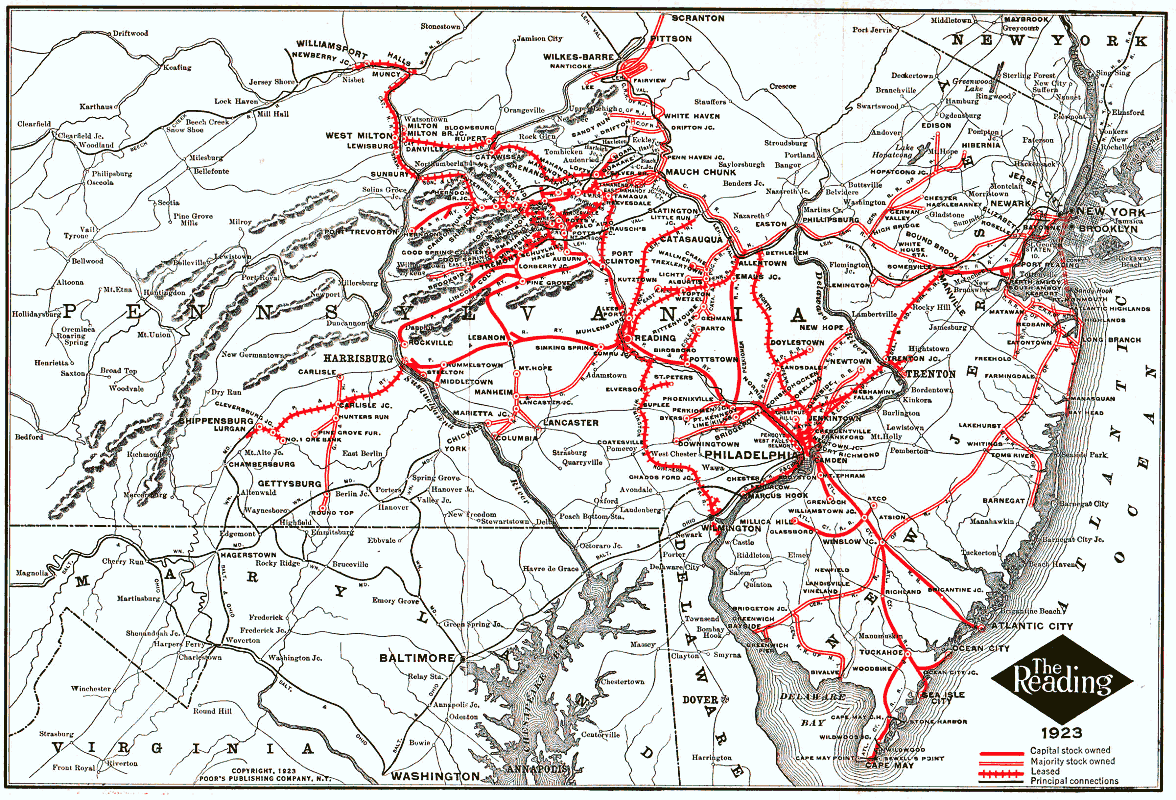
Das Streckennetz der Reading Company 1923.

Das Eisenbahnnetz erstreckte sich zwischen Philadelphia, Harrisburg, Williamsport und Scranton; es gab Strecken nach New York City und Wilmington.
Wie auch für etliche andere Eisenbahngesellschaften im Osten der USA begann für die Reading nach dem Zweiten Weltkrieg der Niedergang. Die Bedeutung der Kohle als Energieträger ging zurück, die Schwerindustrie wanderte ab, und der Wettbewerb im Transportgeschäft verschärfte sich durch den Bau der Interstate Highways. 1971 musste die Reading schließlich Konkurs anmelden.
Das  Konkursverfahren lief bei der Reading darauf hinaus, nur das Transportgeschäft aufzugeben. Die Strecken und die Betriebsmittel wurden 1976 an die Conrail abgegeben. Das Immobiliengeschäft blieb unter dem Namen Reading erhalten und wurde im Laufe der 1980er Jahre zunehmend auf Kinos in den USA, in der Karibik und Ozeanien ausgedehnt. Die Eisenbahn-Immobilien wurden nach und nach verkauft; als letztes das alte Reading Terminal in der Innenstadt von Philadelphia im Jahre 1993.
2001 erfolgte die Fusion mit zwei weiteren Firmen dieser Branche, der Craig Corporation und Citadel zu Reading International Inc.